# Uncle Boonmee erinnert sich an seine früheren Leben
Uncle Boonmee erinnert sich an seine früheren Leben (Thai: ลุงบุญมีระลึกชาติ / Lung Bunmi raluek chat – Aussprache: [lung bunmiː rálɯ́k t͡ɕʰâːt]; englischsprachiger Festivaltitel: Uncle Boonmee Who Can Recall His Past Lives) ist ein Spielfilm des thailändischen Regisseurs Apichatpong Weerasethakul aus dem Jahr 2010. Der Fantasyfilm hat die Seelenwanderung zum Thema und erzählt von einem Mann (gespielt vom Laiendarsteller Thanapat Saisaymar), der sich zum Sterben in einem Haus am Rande eines Waldes niederlässt, wo er Besuch von den Geistern seiner verstorbenen Verwandten erhält. Es handelt sich um den letzten Teil des „Primitive Project“, aus dem der Kurzfilm A Letter to Uncle Boonmee, mehrere Installationen und eine Fotosammlung hervorgingen.
Der Film wurde im Rahmen des Wettbewerbs der 63. Filmfestspiele von Cannes uraufgeführt, wo er die Goldene Palme erhielt. Ein regulärer Kinostart in Deutschland erfolgte am 30. September 2010.

## Handlung
Nach einem Nierenversagen fährt Onkel Boonmee aufs Land, um im Kreis seiner Familie zu sterben. Durch Yoga hat er ein ausgeprägtes Körperbewusstsein entwickelt und er ahnt, dass ihm nur noch 48 Stunden bis zu seinem Tod bleiben werden. Er arrangiert sich mit seiner Schwester, einem jungen Verwandten und einem illegal eingewanderten Pfleger aus Laos. In einem Farmhaus am Rande des Regenwalds begegnet er dem Geist seiner verstorbenen Ehefrau Huay. Sie kümmert sich liebevoll um ihn und lässt Boonmee wissen, dass Geister nicht an Orte gebunden sind, sondern an lebende Menschen. Auch versucht sie, sein schlechtes Gewissen zu beruhigen, da er im Krieg viele Kommunisten erschossen hat. Boonmee muss erkennen, dass er nicht mehr derselbe ist wie vor 19 Jahren. Zu der kleinen Gesellschaft stößt auch ihr verschollen geglaubter Sohn Boonsong, den Boonmee und Huay nur anhand seiner Stimme erkennen können – er erscheint ihnen in der Gestalt eines Waldgeistes mit rot leuchtenden Augen.
Boonmee macht sich gemeinsam mit Huay und Tong auf den Weg durch den Dschungel, auf der Suche nach den Ursprüngen seines ersten Lebens. Dabei entdeckt er die Höhle, in der er zur Welt kam und in der er sein Leben beenden möchte. Gleichzeitig suchen die Geister nach Gründen für ihre eigene Ruhelosigkeit und führen Boonmee in immer neue Ebenen ihrer früheren Existenz.

## Entstehungsgeschichte
Uncle Boonmee erinnert sich an seine früheren Leben ist der vierte Spielfilm von Apitchatpong Weerasethakul und entstand wie die übrigen Werke des Regisseurs im Nordosten Thailands, wo er auch lebt. Die Dreharbeiten fanden vom Oktober 2009 bis Februar 2010 statt. Aus Kostengründen und um einen klassischen Stil beizubehalten, wurde 16-mm-Film verwendet.
Zum Film wurde Apitchatpong Weerasethakul laut eigenen Angaben vor mehreren Jahren durch das Zusammentreffen mit einem Abt eines Klosters inspiriert. Dieser erzählte Apichatpong Weerasethakul von einem alten Mann namens Boonmee, der zum Tempel gekommen war, um unter anderem mehr über Meditation zu erfahren. Boonmee erklärte dem Mönch, dass in tiefer Meditation seine früheren Leben hinter seinen geschlossenen Augen wie ein Film vorbeiziehen würden, so unter anderem als Büffel, Kuh oder körperloser Geist. Der Abt, Phra Sripariyattiweti, kannte solche Geschichten von der Landbevölkerung, sammelte diese und veröffentlichte sie 1983 in einem kleinen Buch unter dem Titel „Ein Mann, der sich seiner vergangenen Leben entsinnen kann“.
Als Apichatpong Weerasethakul das Buch entdeckte, war Boonmee schon mehrere Jahre tot. Er fügte der Geschichte autobiografische Elemente hinzu (sein eigener Vater starb an Nierenversagen) und ließ die Titelfigur in den Hintergrund treten, um mehr Raum für seine Stammschauspieler, ausschließlich Laiendarsteller, zu gewinnen. Der Film handle nicht von Boonmee, sondern von der Idee der Reinkarnation. „Für mich ist Boonmee anonym. Deshalb konnte ich keine professionellen Schauspieler einsetzen, die viele öffentliche Identitäten haben. Ich denke, diese Laienhaftigkeit ist kostbar, wenn man auf den Schauspielstil des frühen Kinos abzielt. Deswegen verpflichtete ich Menschen aus allen sozialen Schichten. Wir gelangten zu einem Dachschweißer und einer Sängerin, die Boonmee und Huay spielen.“, so Apichatpong Weerasethakul. Uncle Boonmee erinnert sich an seine früheren Leben stelle auch eine Hommage an die einfach inszenierten thailändischen Fernsehshows (aufgezeichnet im 16-mm-Format) beziehungsweise die Comics seiner Kindheit dar. Den Film gedreht zu haben, wäre ein Traum für ihn gewesen. Er habe mehr als sechs Jahre darüber nachgedacht.
Zwar geht der Film auf Boonmees frühere Leben ein, gibt aber keine Erklärungsversuche ab oder stellt explizit dar, was sie waren. Apichatpong Weerasethakul wollte damit die Vorstellung des Publikums respektieren. Er warf aber ein, dass die Titelfigur jedes im Film auftauchende Lebewesen sein könnte. „Für mich ist das (die Reinkarnation) nicht unbedingt etwas, an das ich felsenfest glauben muss. Aber ich denke, es ist möglich. Und ich glaube, wir haben in unserem Kopf so etwas wie eine Art Pforte, um dazu Zugang zu finden. Die Reinkarnation ist etwas, was vielleicht von der Wissenschaft irgendwann auch mal bewiesen werden wird.“, hoffte Apichatpong Weerasethakul.
Uncle Boonmee erinnert sich an seine früheren Leben ist ein Teil des Primitive Project, das im Nordosten Thailands (Isan) stattfindet. Apichatpong Weerasethakul arbeitete mit Jugendlichen des Dorfes Nabua, woraufhin die Videoinstallationen Primitive, Phantoms of Nabua und der Kurzfilm A Letter to Uncle Boonmee entstanden, der 2009 auf den Internationalen Kurzfilmtagen in Oberhausen uraufgeführt und preisgekrönt wurde. Mit der italienischen Edizioni Zero entstand das Künstlerbuch CUJO, dass Fotografien zum Projekt in Isaan enthält. Die Installationen und Kunstfilme wurden unter anderem im Münchener Haus der Kunst und in Großbritannien ausgestellt. An der Produktion waren Apichatpong Weerasethakuls eigene Gesellschaft Kick the Machine Films und Illuminations Films beteiligt, die sich auch für die Produktion von Uncle Boonmee erinnert sich an seine früheren Leben mitverantwortlich zeigten.
Apichatpong Weerasethakul beschrieb den Film als „No Budget Film“ mit Partnern. Das thailändische Ministerium für Kultur unterstützte das Filmprojekt mit 3,5 Mio. Baht (ca. 87.000 Euro).

## Rezeption

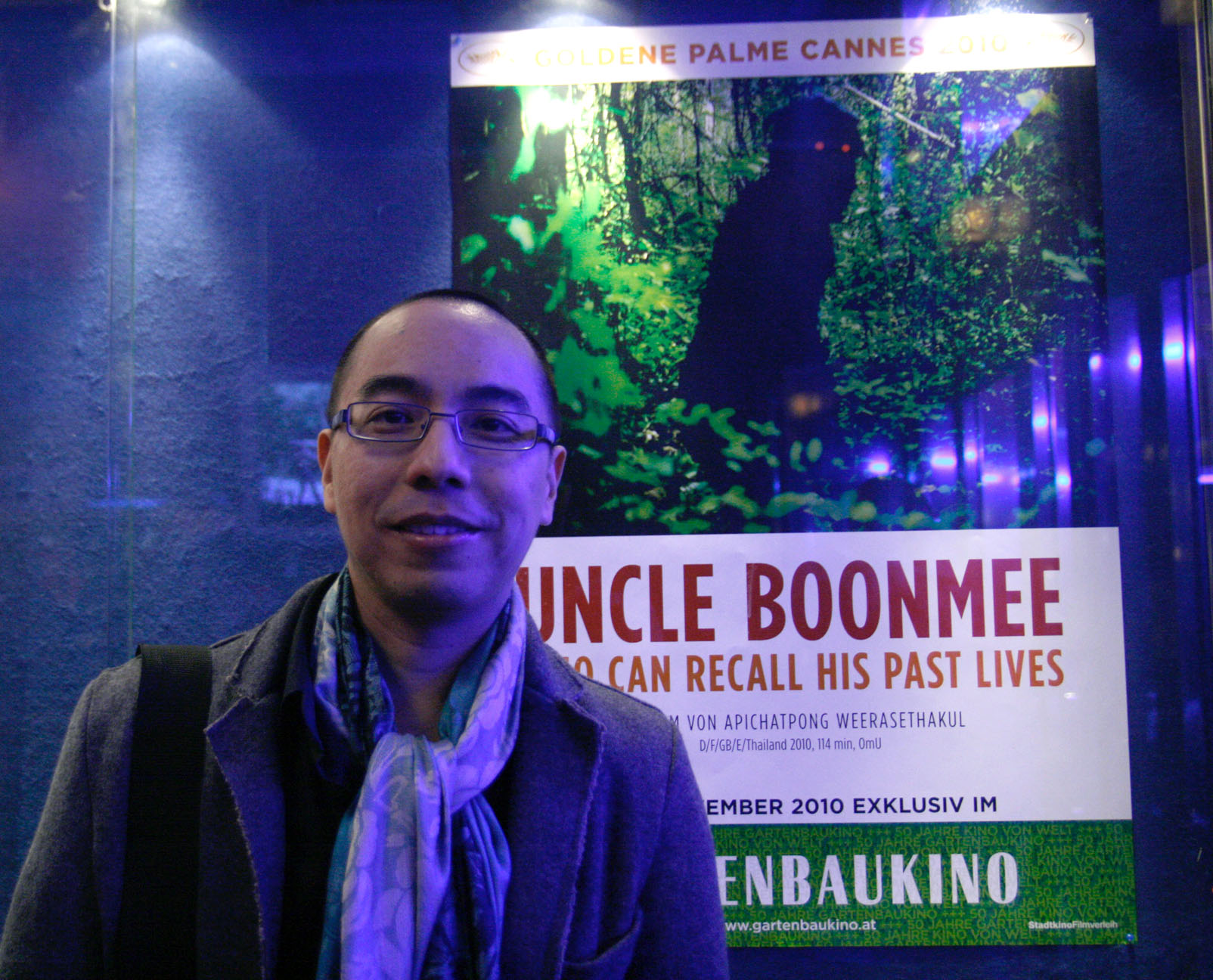
Apichatpong Weerasethakul (Viennale 2010)

Die Regiearbeit des hochgelobten thailändischen Autorenfilmers wurde am 21. Mai 2010 in Cannes uraufgeführt. Apichatpong Weerasethakul hatte bereits zuvor mit Blissfully Yours (2002) den Prix Un Certain Regard gewonnen sowie 2004 für Tropical Malady den im Rahmen des Wettbewerbs vergebenen Preis der Jury erhalten.
Philippe Azoury (Libération) verglich den Film von der halluzinatorischen Ebene her mit Apocalypse Now, sprach aber auch von einem „einfachen Geisterfilm“, der „wahnsinnig und meisterhaft“ sei. Jacques Mandelbaum (Le Monde) bemerkte, dass man es mit einem Künstler zu tun hätte, der nicht Geschichten, sondern „Welten erfinde, die Tür von der Natur zum Übernatürlichen“ aufstoße.
Die britische Fachzeitschrift Screen International sprach von einem eleganten Kunstfilm, der „visuell fesselnd“ und „verbindlich unterhaltend sei“. Eine „wunderschön montierte Angelegenheit“, gewisse Szenen seien mit der Haltung eines Malers inszeniert. Der Film sei nicht für jeden geeignet, würde aber einmal gesehen dem Publikum in Erinnerung bleiben und es würde auch an surrealem Humor nicht fehlen. Celia Walden (The Daily Telegraph) zählte Uncle Boonmee erinnert sich an seine früheren Leben neben Mike Leighs Another Year zu den aussichtsreichen Favoriten auf den Hauptpreis.
Die deutsche Fachpresse äußerte sich ebenfalls überwiegend positiv über den Film. Daniel Kothenschulte (Frankfurter Rundschau) rühmte die eigenständige Filmsprache des Regisseurs, der die „animistische Perspektive“ selbstverständlich vermittle. Anke Westphal (Berliner Zeitung) zählte den thailändischen Beitrag gemeinsam mit Mike Leighs Another Year und Xavier Beauvois’ Von Menschen und Göttern zu den Anwärtern auf den Hauptpreis des Festivals, „zum Außergewöhnlichsten und Besten, was dieses 63. Festival von Cannes im Wettbewerb zu bieten“ hätte. Es handle sich um „Mythisches, großes Kino“, wie man es selten sehe und Westphal hob die würdige Inszenierung und die „drolligen Morphologien“ hervor. Hanns-Georg Rodek (Berliner Morgenpost) zählte Uncle Boonmee erinnert sich an seine früheren Leben gemeinsam mit dem koreanischen Beitrag Poetry ebenfalls zu den Preisanwärtern. Der Standard bezeichnete den Film als „einen letzten Höhepunkt im Wettbewerb“. Apichatpong Weerasethakul lege eine „sinnliche Dschungelfantasie vor“, „eine Art Science-Fiction-Mythos von Liebe und Tod“. Auch die österreichische Tageszeitung spekulierte über eine mögliche Preisvergabe.
Christiane Peitz (Der Tagesspiegel) kritisierte die Magie des Films als „ein Abglanz der hypnotischen Kraft von 'Tropical Malady'“.
2016 belegte Uncle Boonmee erinnert sich an seine früheren Leben bei einer Umfrage der BBC zu den 100 bedeutendsten Filmen des 21. Jahrhunderts den 37. Platz.

## Auszeichnungen
Apichatpong Weerasethakul konkurrierte mit seinem Film im Wettbewerb der 63. Filmfestspiele von Cannes und erhielt mit der Goldenen Palme den Hauptpreis des Festivals. Er ist der erste thailändische Filmemacher, der die Auszeichnung gewinnen konnte. Der Sieg sei für Apichatpong Weerasethakul „wie eine Geschichte aus einer anderen Welt“. Er dankte seinen Eltern dafür, dass sie ihn als Kind mit ins Kino genommen und ihm dadurch die Welt des Films eröffnet hätten. Während des Festivals hatte er die strenge Zensur in seinem Heimatland kritisiert.
Uncle Boonmee erinnert sich an seine früheren Leben lief außerdem auf dem Toronto International Film Festival 2010 und erhielt 2011 eine Nominierung als Bester fremdsprachiger Film bei den Independent Spirit Awards 2011. Im selben Jahr war der Film der thailändische Kandidat im Rennen um eine Oscar-Nominierung als bester fremdsprachiger Film, gelangte aber nicht in die engere Auswahl.
Sayombhu Mukdeeprom, der Kameramann des Films wurde 2010 auf dem Dubai International Film Festival mit dem Preis als Best Cinematographer ausgezeichnet.